# Frederick Fiebig

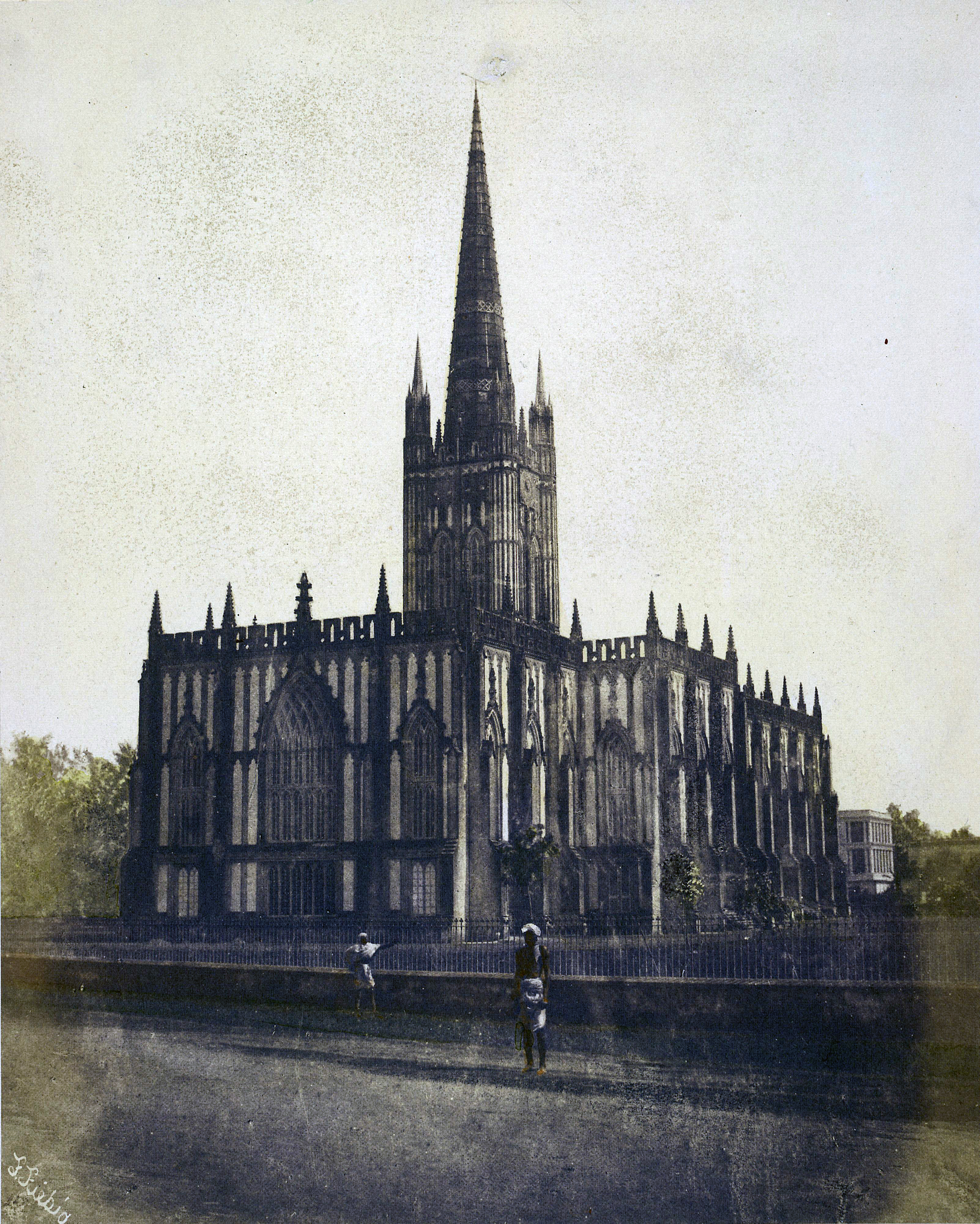
"Katedrála svatého Pavla, Kalkata," ručně kolorovaný fotografický tisk, 1851

Frederick Fiebig (aktivní od poloviny 19. století) byl německý fotograf, nejznámější svými fotografiemi Indie, Srí Lanky, Mauricia a Jižní Afriky pořízenými v 50. letech 19. století.

## Životopis
O Fredericku Fiebigovi je k dispozici velmi málo informací. Byl pravděpodobně německého původu a stal se litografem v Kalkatě ve 40. letech 19. století. Neměl by být zaměňován se svým současným německým krajanem, postimpresionistou a expresionistickým malířem Frédéricem Fiebigem narozeným v Lettonu. Nějakou dobu byl možná také učitelem klavíru. S příchodem fotografie začal Fiebig vyrábět ručně kolorované tisky fotografií zachycených pomocí procesu kalotypie. Jeho fotografie Kalkaty jsou jedny z prvních pohledů na město. Později cestoval do Madrasu, Colomba a Kandy na Srí Lance, na Mauricius a do Kapského Města v Jižní Africe a pečlivě katalogizoval památky a lidi kolem sebe. Východoindická společnost získala zhruba 500 jeho fotografií v roce 1856, které se staly součástí sbírek Oriental and India Office v Britské knihovně.

## Galerie

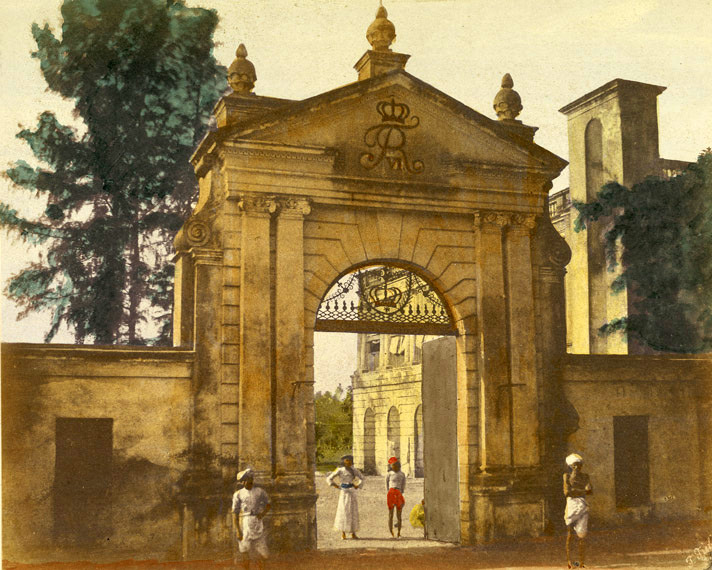
Brána do bývalé dánské osady Serampore (Dánové ji nazývali Frederiksnagore) na řece Hoogly severně od Kalkaty, 1851
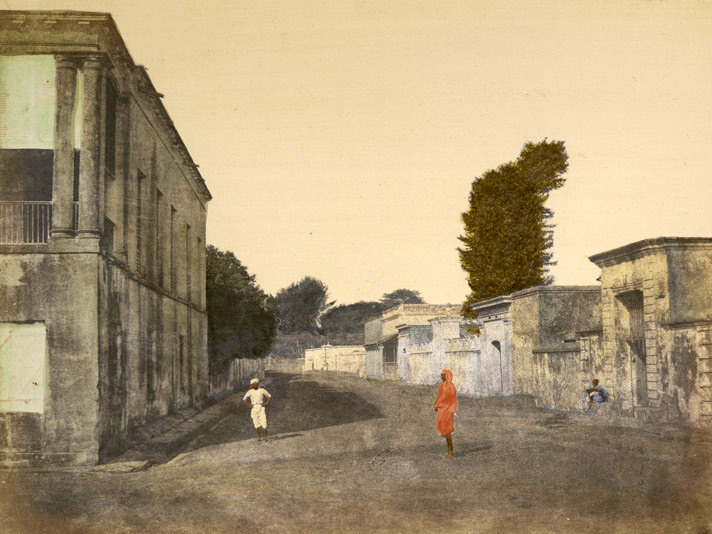
Ulice v Chandernagore, Francouzská Indie, ručně kolorovaný slaný tisk, 1851
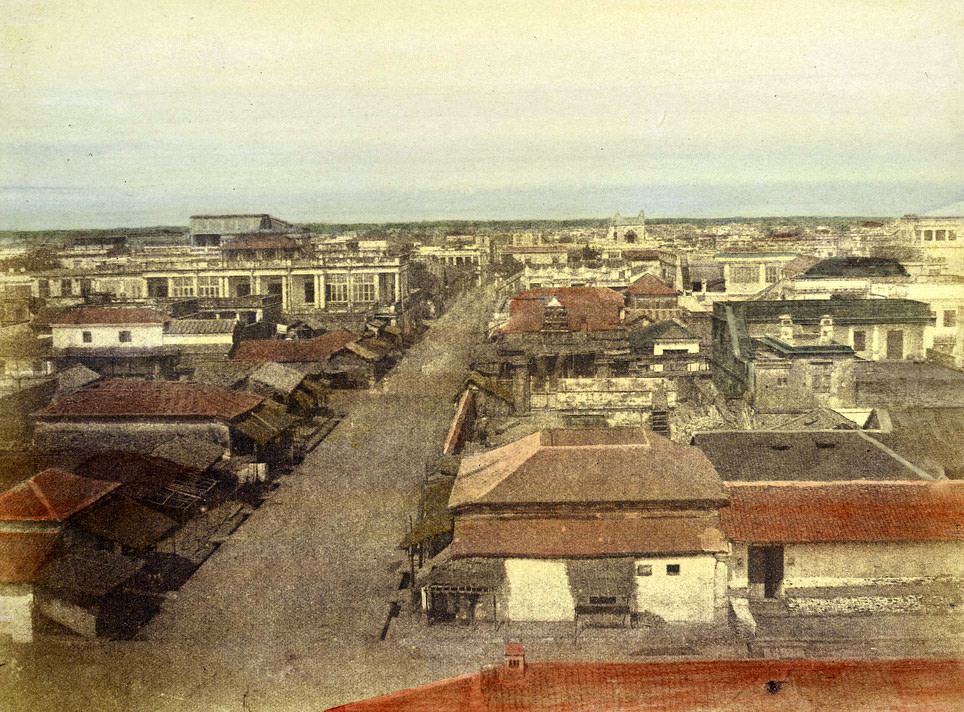
Black Town v Čennaí, Indie, asi 1851
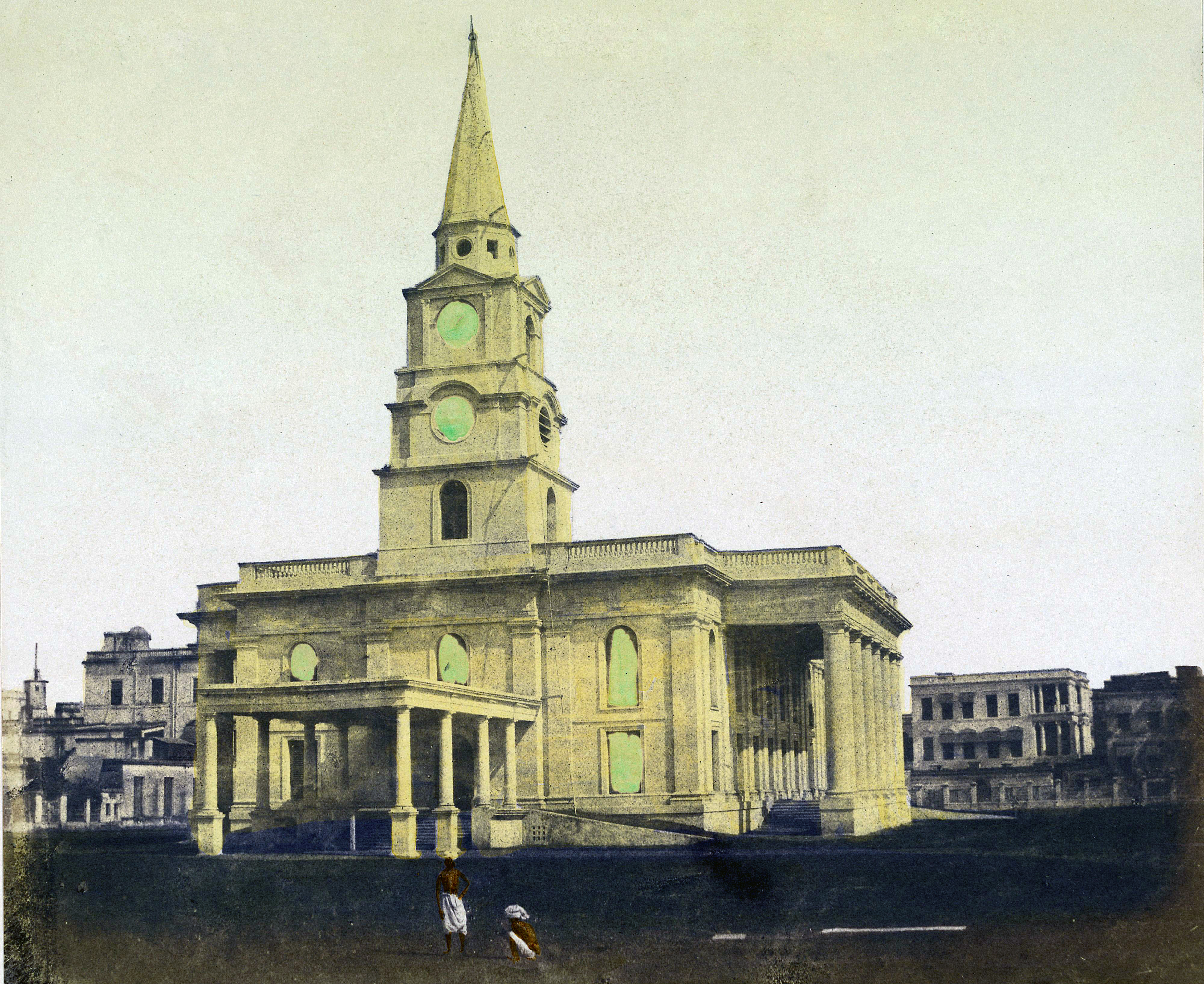
St John's Cathedral, Kalkata, ručně kolorovaný tisk, 1851